# Ферял Йозел
Ферял Йозел (на турски: Feryal Özel) е турско-американска астрофизичка.

## Биография
Родена е на 27 май 1975 година в Истанбул. Специализира физика на компактните тела и високоенергетични астрофизически феномени. Получила е широко признание за приносите си към областта на изследване на неутронните звезди, черните дупки и магнетарите. Към 2017 г. е професор в Аризонския университет в Тъксън – в катедрата по астрономия и в обсерваторията. Получава наградата „Мария Гьоперт Майер“ на Американското физическо общество за изключителните ѝ приноси към астрофизиката на неутронните звезди.
Защитава докторат в Харвардския университет и е член и Хъбълов стипендиант на Institute for Advanced Study в Принстън, Ню Джърси. Била е стипендиант в Изследователския институт „Радклиф“ и гост-професор в института „Милър“ в Калифорнийския университет в Бъркли. Появявала се е в множество документални телевизионни филми, включително „Големите идеи“ по PBS и серията „Вселена“ на тв канала „Хистъри“.

## Образование
- 1992 – Американска академия „Юскюдар“, Истанбул, Турция
- 1996 – Бакалавър по физика и приложна математика, Колумбийски университет, Ню Йорк
- 1997 – Магистър по физика, Институт „Нилс Бор“, Копенхаген
- 2002 – Доктор по астрофизика, Харвардски университет, Кеймбридж

## Награди и отличия
- Стипендия за гостуващ Милъров професор, Калифорнийски университет в Бъркли, 2014
- Награда „Мария Гьоперт Майер“ на Американското физическо общество, 2013
- Стипендия на Изследователския институт „Радклиф“, 2012 – 13
- Награда „Барт Ян Бок“ на Харвардския университет, 2010
- Награда „Лукас“ на Астрономическата асоциация на Сан Диего, 2010
- Стипендия за гост-професор на Турския фонд за научни и технически изследвания (ТУБИТАК), 2007
- Стипендия „Хъбъл“ за постдокторска специализация, 2002 – 2005
- Награда за утвърден учен, Фондация „Дъщерите на Ататюрк“, 2003
- Стипендия „Кек“, Institute for Advanced Study, 2002
- Стипендия „Ван Флек“, Харвардски университет, 1999
- Награда „Коструп“, Институт „Нилс Бор“, 1997
- Стипендия на Институт „Нилс Бор“, 1996 – 1997
- Награда на Факултета по приложна математика на Колумбийския университет, 1996
- Стипендия на фондация „Фу“, Колумбийски университет, 1994 – 1996
- Изследователска стипендия на ЦЕРН, 1995
- Стипендия на Турския фонд за здраве и образование, 1992 – 1994